# Renaissance-Klasse
Die Renaissance-Klasse, die für die Reederei Renaissance Cruises gebaut wurde, besteht aus acht kleineren Kreuzfahrtschiffen.

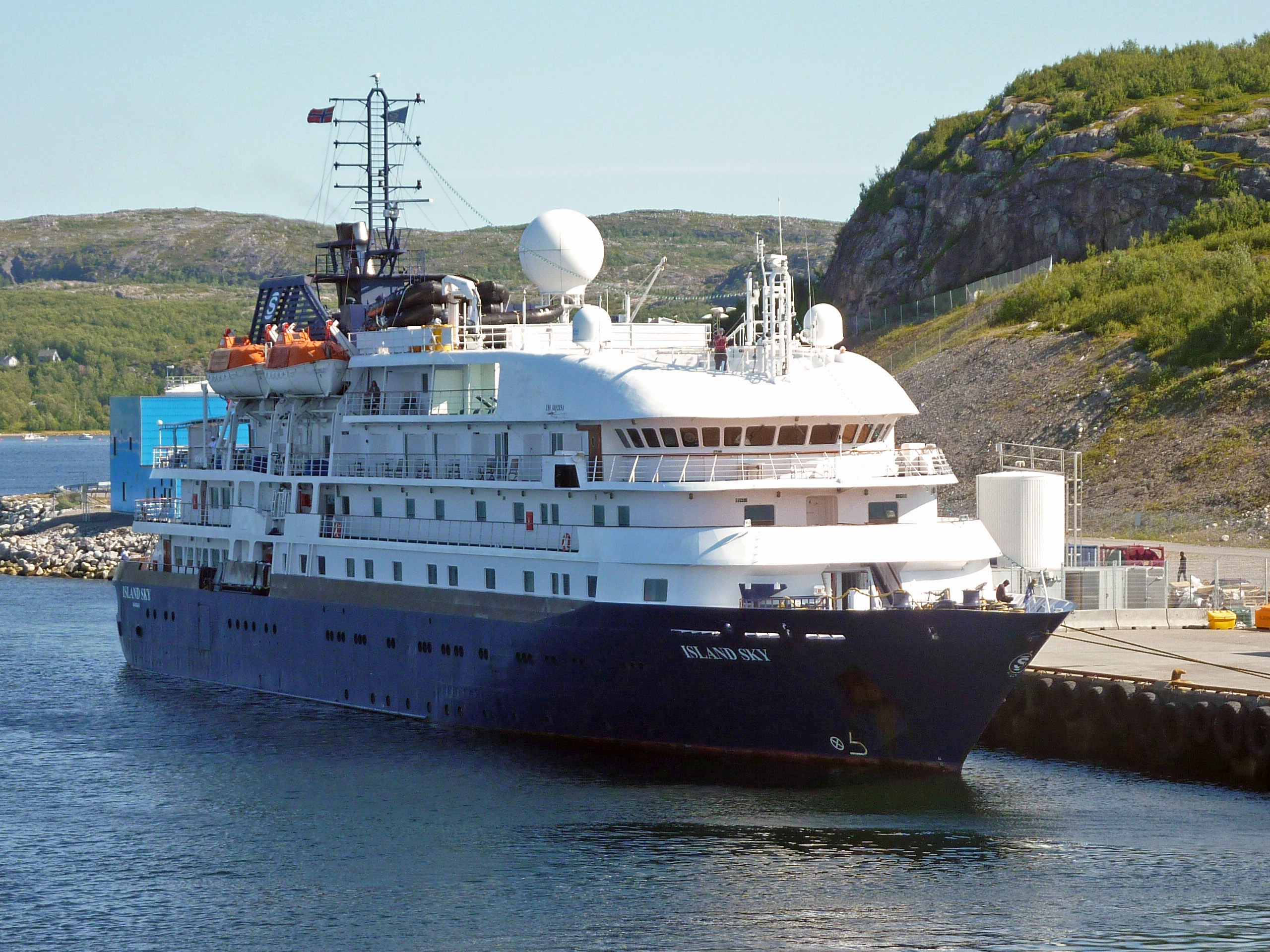
Island Sky (ex Renaissance Eight) 2014 in Kirkenes

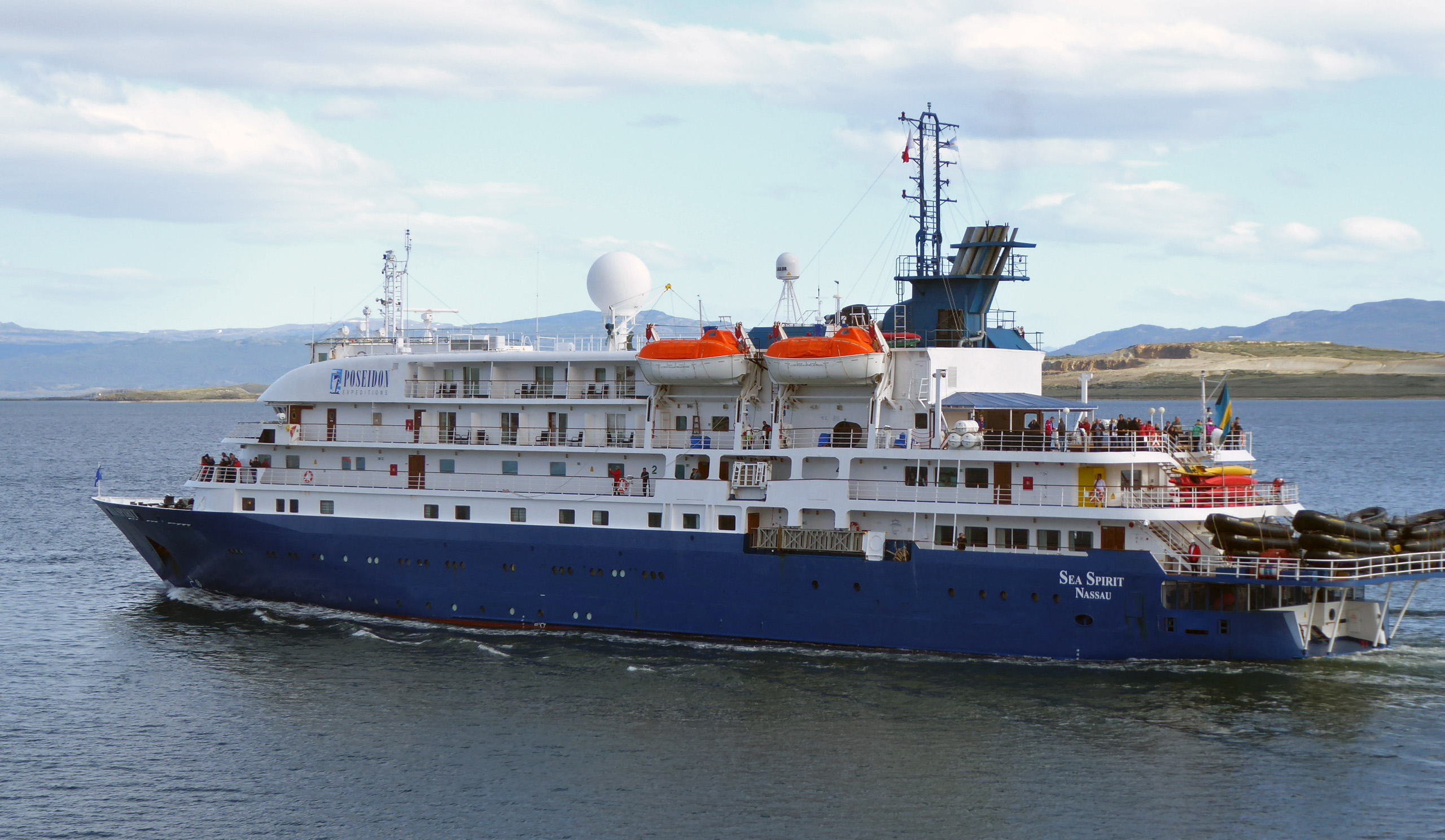
Heckansicht der Sea Spirit (ex Renaissance Five) 2019

## Geschichte
Die acht Einheiten umfassenden Serie wurde Mitte der 1980er Jahre für den US-amerikanischen Seereisenanbieter Renaissance Cruises in Auftrag gegeben. Vier Einheiten wurden bei der Werft Cantieri Navali Ferrari-Signani in La Spezia gebaut, die anderen vier Einheiten bei der Werft Nuovi Cantieri Apuania in Carrara. Die Schiffe kamen mit aufeinander folgenden Endzahlen als Renaissance One bis Renaissance Eight in Fahrt. Nach dem Zusammenbruch der Renaissance Cruises infolge der Terroranschläge am 11. September 2001 erwarben verschiedene andere Kreuzfahrtreedereien die Schiffe und setzten sie unter anderen Namen ein.

## Beschreibung
Die Schiffe haben bei rund 70 Mann Besatzung eine Passagierkapazität von 111 Gästen bei den ersten vier Einheiten und 114 Gästen bei den geringfügig größeren nachfolgenden vier Einheiten. Die Gäste sind ausschließlich in luxuriösen Suiten untergebracht. Das Schiff hat fünf Passagierdecks. Die Vermessung der rund 90 Meter langen und 15 Meter breiten Schiffe liegt geringfügig über 4000 BRZ. Sie haben eine Höchstgeschwindigkeit von 15 kn. Die ersten vier Einheiten wurden von jeweils zwei MAN-B&W-Alpha-Zwölfzylinder-Viertakt-Dieselmotoren des Typs 12V28/32 angetrieben, die folgenden vier Schiffe erhielten je zwei Achtzylinder-Viertakt-Dieselmotoren des Typs MAN 8L28/32.

## Die Schiffe
| Renaissance-Klasse | Renaissance-Klasse    | Renaissance-Klasse | Renaissance-Klasse | Renaissance-Klasse |
| Bauname            | Bauwerft/Baunummer    | IMO-Nummer         | Ablieferung        | Umbenennungen und Verbleib |
| ------------------ | --------------------- | ------------------ | ------------------ | --- |
| Renaissance        | Ferrari-Signani/43    | 8708646            | Dezember 1989      | 1998 The Mercury, 2004 Leisure World 1, 2008 Dubawi, so in Fahrt. |
| Renaissance Two    | Ferrari-Signani/44    | 8708658            | April 1990         | 1998 The Neptune, 2005 Easycruise One, 2008 aufgelegt, 2009 Cruise One, aufgelegt oder verschrottet.                                                                 |
| Renaissance Three  | Ferrari-Signani/45    | 8708660            | August 1990        | 1998 Galapagos Explorer II, 2013 Silver Galapagos, 2021 Mantra, so in Fahrt.                                                                                         |
| Renaissance Four   | Ferrari-Signani/46    | 8708672            | Januar 1991        | 1996 Clelia II, 2011 Orion II, 2012 Corinthian, so in Fahrt. |
| Renaissance Five   | Cantieri Apuania/1144 | 8802868            | März 1991          | 1991 Hanseatic Renaissance, 1992 Renaissance Five, 1997 Sun Viva, 2000 MegaStar Sagittarius, 2001 Spirit of Oceanus, 2010 Sea Spirit, 2011 Sea Spirit, so in Fahrt.  |
| Renaissance Six    | Cantieri Apuania/1145 | 8802870            | Oktober 1991       | 1998 Sun Viva II, 2000 MegaStar Capricorn, 2001 Hebridean Spirit, 2009 Sunrise, 2012 Caledonian Sky, so in Fahrt.                                                    |
| Renaissance Seven  | Cantieri Apuania/1146 | 8802882            | Dezember 1991      | 1991 Regina Renaissance, 1998 Renaissance Seven, 2001 Renai I, 2003 Sun, 2004 Island Sun, 2005 Corinthian II, 2013 Sea Explorer I, 2016: Hebridean Sky, so in Fahrt. |
| Renaissance Eight  | Cantieri Apuania/1147 | 8802894            | Mai 1992           | 2001 Renai II, 2003 Sky, 2004 Island Sky, so in Fahrt. |
| Daten: Equasis     |                       |                    |                    | |